# Phongsavanh Airlines

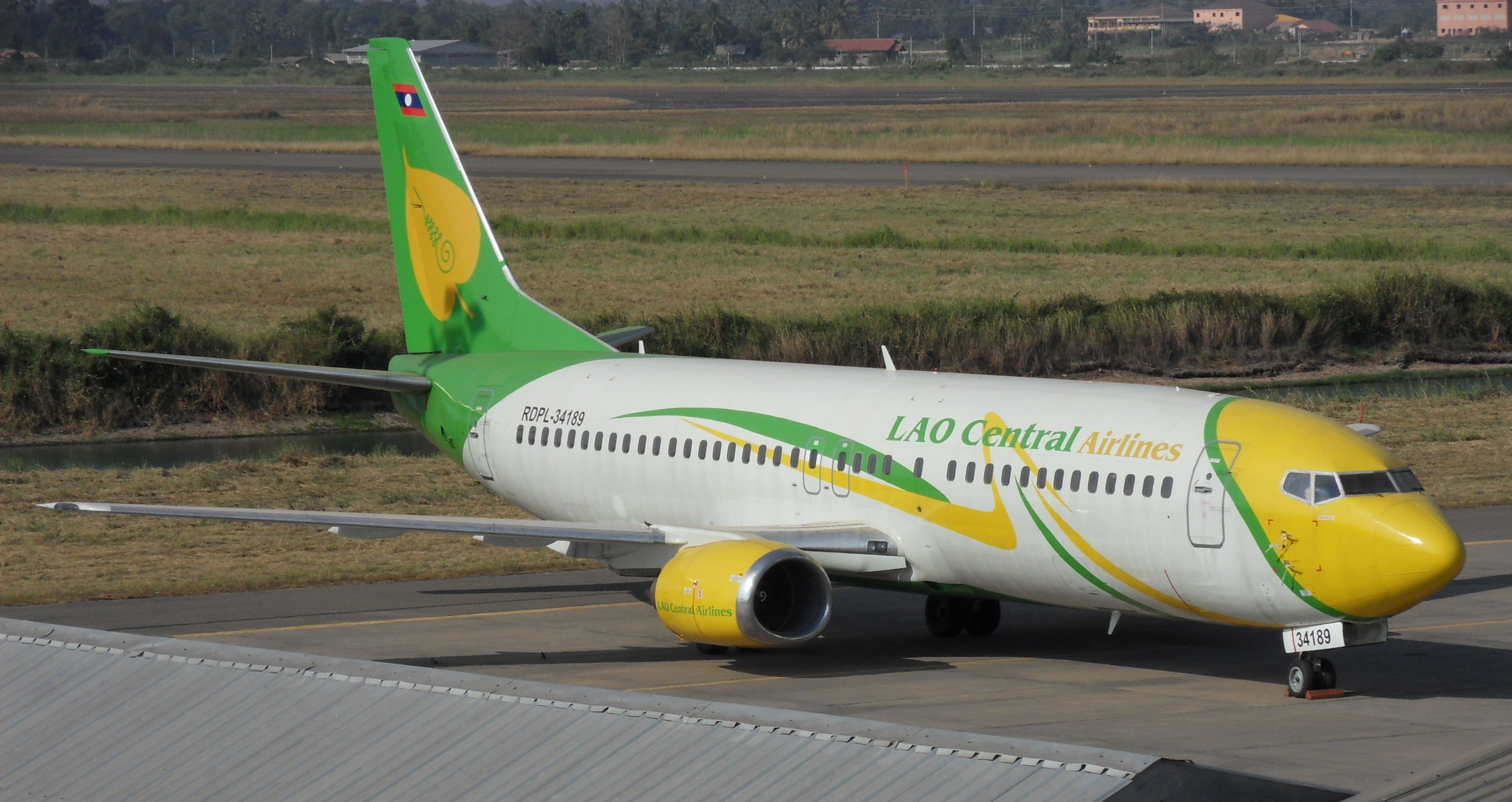
Un des Boeing 737-400 de Lao Central Airlines à l'aéroport de Vientiane en décembre 2011.

Phongsavanh Airlines est une compagnie aérienne laotienne privée, créée en janvier 2010 et issue du rachat de la compagnie Lao Capricorn.
En 2011, elle a pris pour nom commercial Lao Central Airlines.
Appartenant au groupe Phongsavanh, elle est basée à Vientiane et compte assurer des vols depuis Bangkok, Hanoï et Siem Reap. D'abord sans activité d'exploitation régulière, elle exploitait un avion de 19 places Beechcraft 1900 depuis Vientiane. En novembre 2011, elle a mis en ligne deux Boeing 737-400 pour assurer quatre A/R quotidiens entre Vientiane et Bangkok. Elle en attend deux autres en 2012 pour assurer des vols vers la Chine et Singapour.
Elle s'est fait connaître en commandant en 2010 trois avions Soukhoï Superjet 100 de 98 places qui devraient être mis en service en 2012.